# Blandine Roudet
Blandine Roudet (Bourgoin-Jallieu, 25 giugno 1960) è un'ex cestista francese.

## Carriera
Con la Francia ha disputato i Campionati europei del 1980, segnando 2 punti in 5 partite.